# Villouzán
Villouzán (llamada oficialmente Santo Estevo de Vilouzán) es una parroquia y una aldea española del municipio de Láncara, en la provincia de Lugo, Galicia.

## Otras denominaciones
La parroquia también es conocida por los nombres de San Estebo de Vilouzán  y San Estevo de Vilouzán.

## Organización territorial
La parroquia está formada por ocho entidades de población, constando cinco de ellas en el nomenclátor del Instituto Nacional de Estadística español:
- A Agra
- Airexe (A Eirexe)
- Augalevada
- Bustelo
- Cabezais
- O Romeo
- Pacio (O Pacio)
- Vilouzán

## Demografía

### Parroquia
| Gráfica de evolución demográfica de Villouzán (parroquia) entre 2000 y 2020 |
|                                                                             |
| Datos según el nomenclátor publicado por el INE.                            |

### Aldea
| Gráfica de evolución demográfica de Vilouzán (aldea) entre 2000 y 2020 |
|                                                                        |
| Datos según el nomenclátor publicado por el INE.                       |